# Ipatinga Futebol Clube
Ipatinga Futebol Clube é um clube brasileiro de futebol, com sua sede na cidade de Ipatinga, no estado de Minas Gerais. Fundado em 1998, só não esteve em Ipatinga durante a temporada 2013 com o nome de Betim Esporte Clube, tendo sua sede na cidade de Betim, mas jogando em Sete Lagoas e em Nova Serrana.
O clube foi Campeão Mineiro em 2005 e semifinalista da Copa do Brasil em 2006. Sua última conquista foi o título da Segunda Divisão do Campeonato Mineiro em 2017. Desde 2023, o Ipatinga disputa a elite do Campeonato Mineiro, da qual esteve ausente por 12 anos, e desde 2024 também disputa a Série D do Campeonato Brasileiro, na qual esteve ausente por 10 anos.

## História
No início de 1998, o empresário Itair Machado, ex-atleta de Atlético e Cruzeiro, e até então patrocinador do Social (clube da cidade de Coronel Fabriciano, no Vale do Aço), criou o Projeto Ipatinga Futebol Clube, para a formação de uma equipe profissional na cidade de Ipatinga, também no Vale do Aço.
Machado saiu atrás de parceiros para tirar o projeto somente do papel. Juntamente com Gercy Mathias, até então presidente do Novo Cruzeiro Futebol Clube (clube amador do bairro Novo Cruzeiro, em Ipatinga), e Cosme Mattos, um antigo desportista da cidade) e com o apoio de Rinaldo Campos Soares (presidente do Sistema Usiminas), Ronaldo Monteiro de Souza (presidente do Usisaúde) e Francisco Carlos Chico Ferramenta Delfino (prefeito de Ipatinga), o projeto da existência do clube nasceu grande e ousado.
O primeiro passo foi profissionalizar o Novo Cruzeiro Futebol Clube, até então um clube amador da cidade. A agremiação foi registrada na Federação Mineira de Futebol e, no dia 21 de maio de 1998, a FMF efetuou a concessão do registro de clube profissional, passando a se chamar Ipatinga Futebol Clube, o qual recebeu o nome e cores da cidade.

### Destaque nacional

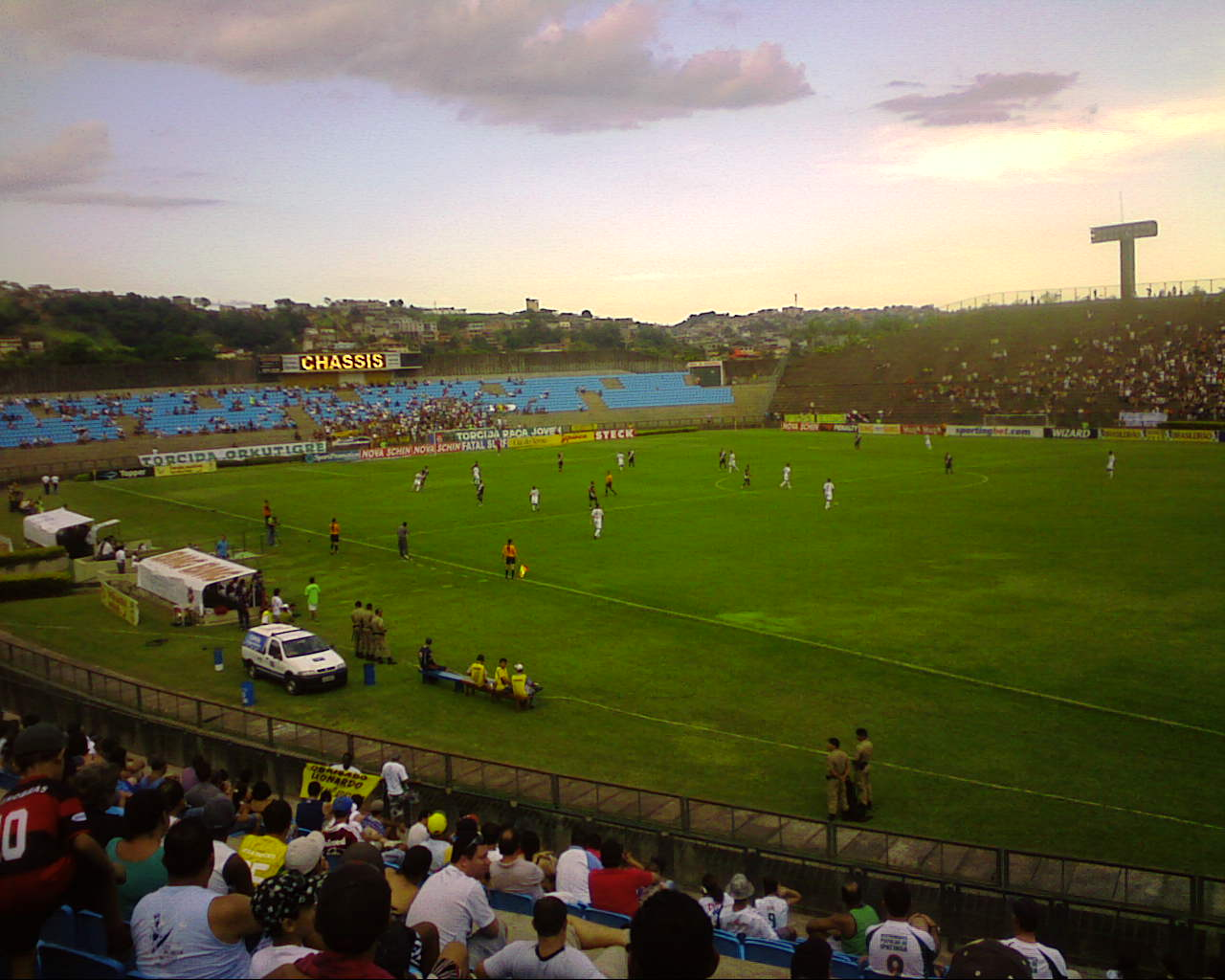
Jogo entre Ipatinga x Vasco pela Série B do Campeonato Brasileiro de 2009.

A ascensão do Ipatinga foi rápida: já em 2005, sete anos após sua fundação, conquistava o título de campeão mineiro, superando os tradicionais América, Atlético e Cruzeiro.
Por pouco não repetiu o feito em 2006, perdendo o título na final para o Cruzeiro Esporte Clube. Após alcançar o maior número de pontos na principal fase da disputa, o Ipatinga perdeu os jogos de mata-mata final, ficando com o vice-campeonato por diferença de um único gol.
O clube voltaria a surpreender, agora nacionalmente, na Copa do Brasil de 2006. O Ipatinga chegou às semifinais da competição, depois de eliminar as tradicionais equipes do Botafogo e do Santos, que se sagraram campeãs dos seus respectivos estaduais naquele mesmo ano. A equipe do Ipatinga somente foi eliminada pelo Flamengo, que seria o campeão na final contra o Vasco da Gama. Após a semifinal, foi divulgada a contratação, pelo Flamengo, dos principais jogadores da equipe ipatinguense, além do técnico Ney Franco, que chegou a atuar na final, fato que gerou certa repercussão negativa no meio desportivo.
Após o feito na Copa do Brasil, o Ipatinga fechou o ano com um terceiro lugar no Campeonato Brasileiro da Série C, subindo para a Série B.
E, já em 2007, conseguiu o acesso à Série A do Campeonato Brasileiro de forma antecipada após vitória em casa sobre o Marília. Terminou a temporada conquistando o vice-campeonato da Série B após golear a equipe do Paulista de Jundiaí por 5 X 2 fora de casa . A equipe era campeã até os 47 minutos do segundo tempo de um jogo em que o rebaixado Santa Cruz esteve vencendo o Coritiba por 2 X 1. A virada da equipe paranaense por 3 X 2, no final da partida, roubou de forma dramática o título do Ipatinga. Já no Mineiro, entretanto, o time havia feito uma campanha fraca e se manteve na parte do meio da tabela.

### Altos e baixos no fim dos anos 2000
Em 2008, ano que marca a primeira participação do tigre na Série A do Brasileirão, o time é rebaixado no campeonato mineiro após ser derrotado pelo Villa Nova por 3 X 2 em pleno Ipatingão. Participando da Série A na condição de único estreante, time mais jovem e único rebaixado no âmbito estadual, realiza uma campanha fraca, mantendo-se a maior parte do campeonato em último lugar. Com uma rodada de antecedência o Ipatinga foi rebaixado pela segunda vez no mesmo ano, frustrando seus torcedores que esperavam 2008 como o melhor ano da jovem história do time. A equipe somou apenas 35 pontos, apesar de boas vitórias contra as tradicionais equipes Internacional, Vitória, Portuguesa de Desportos (goleada de 4 X 1), Fluminense, Goiás e Atlético Mineiro. Considerando desde 2006, quando iniciou-se a atual fórmula do nacional, com 20 times disputando em pontos-corridos, o Ipatinga é o último colocado com o segundo maior número de pontos, sendo ultrapassado em 2017 pelo Atlético-GO, que conquistou 36 pontos.
Em 2009, o clube sagrou-se campeão do Módulo 2 do Campeonato Mineiro. Já na Série B, o clube fez uma campanha fraca, terminando na 15ª posição e escapando do rebaixamento por apenas duas vagas.
Em 2010, o clube chegou à final do Campeonato Mineiro de Futebol de 2010, sendo derrotado pelo Atlético-MG. Já na Série B do Campeonato Brasileiro, o Ipatinga passou por uma fase difícil, sendo rebaixado a Série C de 2011.
No Campeonato Mineiro de 2011, o Ipatinga foi novamente rebaixado para o Módulo II. Entretanto, com uma boa campanha na série C do Campeonato Brasileiro, a equipe conseguiu garantir, com antecipação, o retorno à Série B, em 2012. O time conquistou ainda o direito de competir a Copa do Brasil de 2012 por conquistar a Taça Minas Gerais de 2011.

### Decadência e transferência de cidade
Em março de 2012 o clube iniciou uma parceria com o Ipatinga Atroz e criou sua equipe de futebol americano, o Ipatinga Tigres. No mesmo ano, o clube não conseguiu retornar à elite do futebol mineiro, permanecendo no Módulo II para o ano de 2013. No âmbito nacional, realiza fraca campanha na Série B, incluindo a sequência inédita de 13 derrotas consecutivas. Foi também derrotado por duas vezes pelo placar de 6 a 0, contra Goiás e Joinville, sendo estas as maiores derrotas sofridas pela equipe em 14 anos de história. O clube também demonstrou dificuldades financeiras, com constantes atrasos no pagamento de salários, além de ver o público no estádio minguar. As campanhas ruins, o desinteresse dos habitantes do Vale do Aço e a situação financeira desfavorável reforçaram as especulações de que o clube aceitaria um acordo com empresários de Betim para se transferir para esta cidade. As especulações foram confirmadas quando seu presidente, Itair Machado, oficializou o pedido de transferência e quando a CBF reconheceu a mudança de nome e sede do clube. Ao mesmo tempo, uma nova equipe de futebol foi criada na cidade, o Novo Esporte Clube Ipatinga.
Devido à ausência de estádio adequado na cidade de Betim, o clube mandou seus jogos do Módulo II na Arena do Jacaré, em Sete Lagoas, e na Arena do Calçado, em Nova Serrana. Foi eliminado na primeira fase do campeonato. Na Série C, após um problema judicial pelo qual o Betim foi ameaçado de exclusão, foi eliminado nas quartas de final pelo Santa Cruz.

### O retorno a Ipatinga
Em novembro de 2013, ocorreu um acordo para o retorno de Betim para Ipatinga. O clube queria de imediato mudar seu nome novamente para o antigo Ipatinga Futebol Clube, garantindo o uso do Ipatingão, mas seu registro na Federação Mineira e na CBF continuou sendo como Betim Esporte Clube até novembro de 2014, quando finalmente conseguiu readotar o nome antigo.

### A exclusão
No dia 17 de abril de 2014, a CBF confirmou a decisão do STJD e formalizou o rebaixamento do Ipatinga (Betim) para a Série D do Campeonato Brasileiro de 2014. A decisão do STJD aconteceu no dia seis de fevereiro, pelo fato do time mineiro ter descumprido uma decisão internacional e entrado na justiça comum antes de esgotadas todas as instâncias da Justiça Desportiva. A decisão da Primeira Comissão Disciplinar do STJD foi unânime. Além do rebaixamento para a série D da competição nacional, o Ipatinga também foi multado em R$ 30 mil. Em 2013, a equipe mineira disputava a competição como Betim e estava na sexta posição do grupo B da Série C. O clube perdeu seis pontos por causa de uma dívida com o Nacional da Ilha da Madeira, referente a contratação do lateral-direito Luizinho. A ordem da retirada dos pontos veio do Comitê Disciplinar da Fifa, sob o aval do Tribunal Arbitral do Esporte. Para evitar a perda dos pontos, o então Betim entrou com uma ação na justiça comum, impedindo que a CBF retirasse os seus pontos.

### Reestruturação

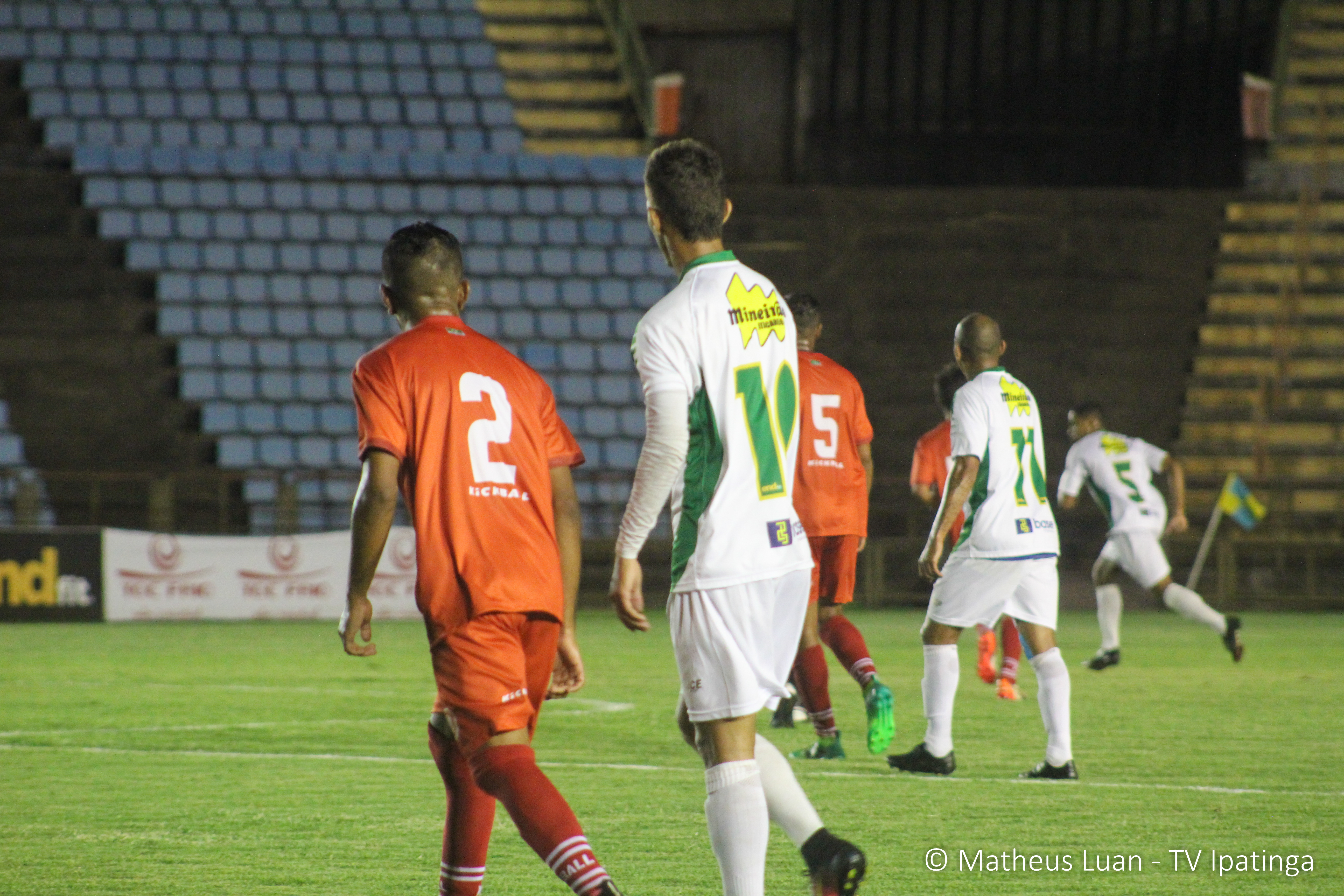
Partida contra o, valida pelo Mineiro - Segunda Divisão de 2017.

Após duas campanhas ruins no Módulo 2 (6º em 2015 e 11º em 2016), o Ipatinga foi rebaixado para a Segunda Divisão estadual pela primeira vez na história, voltando a disputar esta competição vinte anos após sua única participação em 1998, ano de fundação. Com uma ótima campanha, o time conquistou o título em 2017 na última rodada e consequentemente o retorno ao Módulo 2 de 2018. No Módulo II de 2018, o Ipatinga fez uma campanha irregular, mas se quase foi rebaixado na última rodada, quando venceu o CAP de Uberlândia, por 2-0 e garantiu a permanência.

### Nova fase e SAF
Depois de muitos altos e baixos e com graves problemas financeiros, salários atrasados, sem elenco organizado e tendo uma divida total estimada de cerca de R$40 milhões, sem apoio, devido ao histórico e polêmicas do clube, o Presidente Nicanor Pires anunciou o encerramento das atividades e sua possível falência, o que gerou grande comoção nacional no meio esportivo, mas mesmo com todo esse movimento o clube estava programado para o encerramento total das atividades no dia 22 de abril de 2022.
Na manhã do dia 22 de abril, Marcos Ferraz, por meio da Kraken Holding, Inc. apresentou sua proposta de aquisição do clube e transformação em SAF (Sociedade Anônima do Futebol), proposta essa que foi rapidamente aprovada por toda a administração e conselho do clube. As 18 horas o Ipatinga Futebol Clube libera um comunicado oficial informando que o acordo da SAF foi realizado, que os primeiros aportes financeiros teriam sido realizados e que Ferraz assumiria a gestão do clube desde aquele momento. Em junho de 2023, o grupo investidor de Belo Horizonte Lopes e Resende Compliance e Marketing Esportivo adquiriu a SAF, com investimento previsto de R$ 84 milhões por 20 anos. Conforme informou o Ipatinga, 90% do clube ficarão a cargo da SAF e os 10% restantes serão da associação.
Em sua estreia no Campeonato Mineiro no dia 27 de abril, apenas 5 dias após sua aquisição, o Ipatinga Futebol Clube inicia sua campanha fazendo incríveis 2x0 no primeiro tempo contra o time do Tupi.
O time conquistou o acesso à Série D de 2024 após o Athletic Club subir para a Série C, herdando a sua vaga da Série D de 2024, voltando ao cenário nacional do futebol 10 anos após ser desclassificado da Série D de 2014.

## Treinadores
| Treinador               | Período   |
| Ademir Fonseca          | 2004      |
| Ney Franco              | 2004-2006 |
| Ney da Matta            | 2006      |
| Flávio Lopes            | 2007      |
| Gilson Kleina           | 2007      |
| Giba                    | 2008      |
| Ricardo Drubscky        | 2008      |
| Márcio Bittencourt      | 2008      |
| Marcelo Oliveira        | 2009      |
| Émerson Ávila           | 2009      |
| Gilson Kleina           | 2010      |
| Leonardo Condé          | 2010      |
| Gerson Evaristo         | 2010-2011 |
| Guilherme               | 2011      |
| Ney da Matta            | 2011-2012 |
| Mazola Júnior           | 2012      |
| Flávio Lopes            | 2012      |
| Eugênio Souza           | 2012-2013 |
| Wallace Lemos           | 2013      |
| Moacir Júnior           | 2013      |
| Reinaldo                | 2014      |
| Ney da Matta            | 2014      |
| Pedro Henrique          | 2014      |
| Wasterdeily Lima        | 2015      |
| Conrado Ramos           | 2016      |
| Wantuil Rodrigues       | 2017      |
| Eugênio Carlos de Souza | 2017      |
| Pereira                 | 2018      |
| Rogério Henrique        | 2019      |
| Gilmar Estevam          | 2019      |
| Gerson Evaristo         | 2019-2020 |
| José Angelo             | 2020      |
| André Lima              | 2020      |
| Alessandro              | 2021      |
| Eugênio Souza           | 2021      |
| Jorge Castilho          | 2022      |

## Presidentes
| Presidente       | Período   |
| Itair Machado    | 1998-2012 |
| Jaider Moreira   | 2012-2014 |
| Almir Azevedo    | 2014-2017 |
| Cristiano Araújo | 2017-2019 |
| Nicanor Pires    | 2019-     |

## Títulos
| ESTADUAIS | ESTADUAIS                             | ESTADUAIS | ESTADUAIS              |
|           | Competição                            | Títulos   | Temporadas             |
| --------- | ------------------------------------- | --------- | ---------------------- |
|           | Campeonato Mineiro                    | 1         | 2005                   |
|           | Taça Minas Gerais                     | 2         | 2004, 2011             |
|           | Campeonato Mineiro - Segunda Divisão  | 1         | 2009                   |
|           | Campeonato Mineiro - Terceira Divisão | 1         | 2017                   |
|           | Campeonato Mineiro do Interior        | 4         | 2000, 2005, 2006, 2010 |

### Destaques
- Vice-campeão brasileiro da Série B: 2007.
- Terceiro colocado da Copa Do Brasil: 2006.
- Vice-campeão do Campeonato Mineiro: 2002, 2006 e 2010.
- Vice-campeão mineiro do Módulo II: 1999 e 2022
- Vice-campeão mineiro - Segunda Divisão: 1998.

- Vice-campeão Taça Minas Gerais: 2000.

## Estatísticas

### Participações
|  | Participações em 2025 |

| Competição   | Competição            | Temporadas | Melhor campanha                 | Estreia | Última | P | R |
| Minas Gerais | Campeonato Mineiro    | 12         | Campeão (2005)                  | 2000    | 2024   |   | 3 |
| Minas Gerais | Módulo II             | 12         | Campeão (2009)                  | 1999    | 2025   | 2 | 1 |
| Minas Gerais | Segunda Divisão       | 2          | Campeão (2017)                  | 1998    | 2017   | 2 |   |
| Minas Gerais | Taça Minas Gerais     | 3          | Campeão (2004 e 2011)           | 2000    | 2011   |   |   |
| Brasil       | Campeonato Brasileiro | 1          | 20º colocado (2008)             | 2008    | 2008   |   | 1 |
| Brasil       | Série B               | 4          | Vice-campeão (2007)             | 2007    | 2012   | 1 | 2 |
| Brasil       | Série C               | 9          | 3º colocado (2005, 2006 e 2011) | 2000    | 2013   | 2 | 1 |
| Brasil       | Série D               | 2          | 40º colocado (2014)             | 2014    | 2024   | – |   |
| Brasil       | Copa do Brasil        | 7          | Semifinal (2006)                | 2003    | 2013   |   |   |

### Últimas temporadas
| Campeão Vice-campeão Eliminado na semifinal | Rebaixado à divisão inferior Campeão e promovido à divisão superior Promovido à divisão superior |

## Símbolos

### Escudo

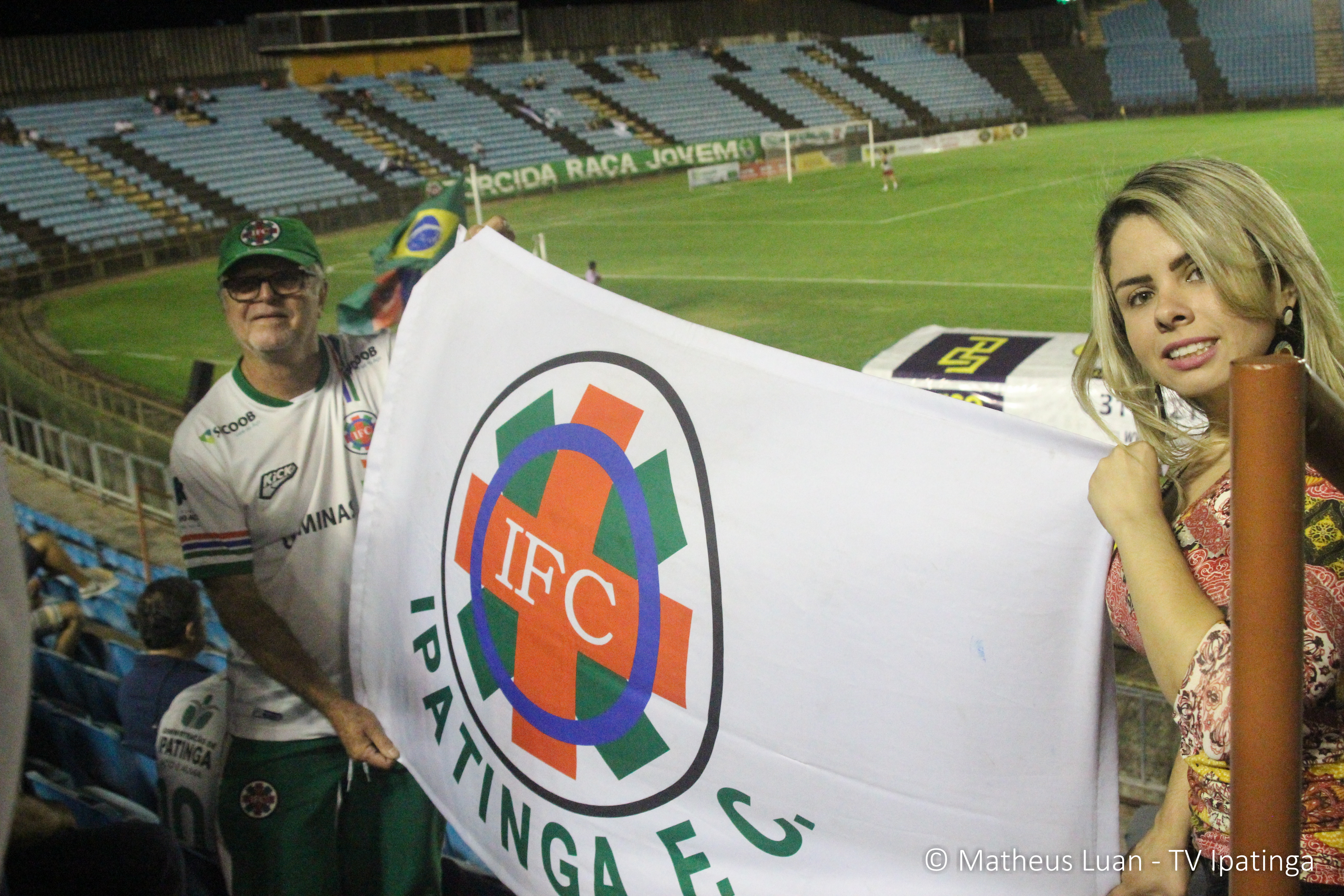
Bandeira com o escudo do Ipatinga.

O escudo do Ipatinga foi criado a partir do design do escudo do Novo Cruzeiro (time amador do bairro homônimo, localizado em Ipatinga), com as cores da bandeira da cidade de Ipatinga (verde, vermelha, azul e branca) e com as iniciais do Ipatinga Futebol Clube no centro do escudo.

### Uniforme
A primeira camisa do Tigre de Aço, foi feita pela empresa de materiais esportivos Vettor Esportes, mesma empresa que fez camisas de times como Volta Redonda, Villa Nova de Nova Lima-MG, Valeriodoce de Itabira-MG e Social de Coronel Fabriciano.
Após alguns anos, o Ipatinga utilizou material esportivo da Sclane, uma empresa regional de Ipatinga.
Alcançou projeção com o material esportivo da MS Sport, também uma empresa local.
E só então, teve a primeira empresa de renome de volta à pele do Tigre: a Rhumell.
O Ipatinga teve em seguida dois fornecedores mais conhecidos, Champs e Topper.
Em 2017 passou a ter como fornecedor de material a JCE Sport, empresa local.

### Mascote

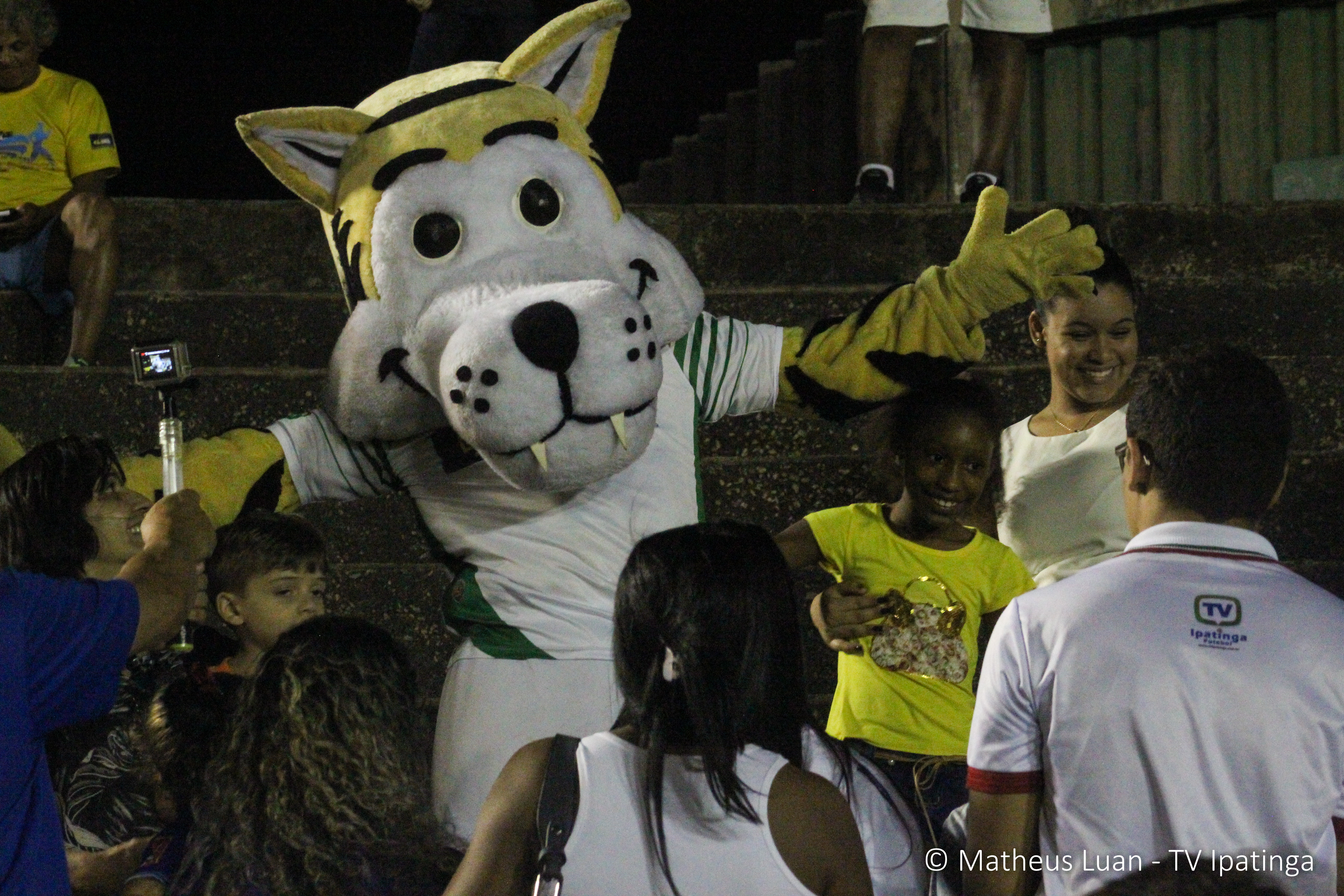
O Tigre, é o animal símbolo do Ipatinga.

O mascote do Ipatinga foi escolhido pelos potenciais torcedores, através de um concurso realizado pela diretoria do clube. A eleição foi realizada no dia 1 de junho de 1998. Foram recebidas mais de 1500 cartas e o tigre foi o vencedor, com mais de 50 por cento dos votos, sendo a águia o segundo mais votado, com 25 por cento da preferência dos adeptos. Desde sua fundação o time mantém o mesmo mascote.

## Torcidas organizadas

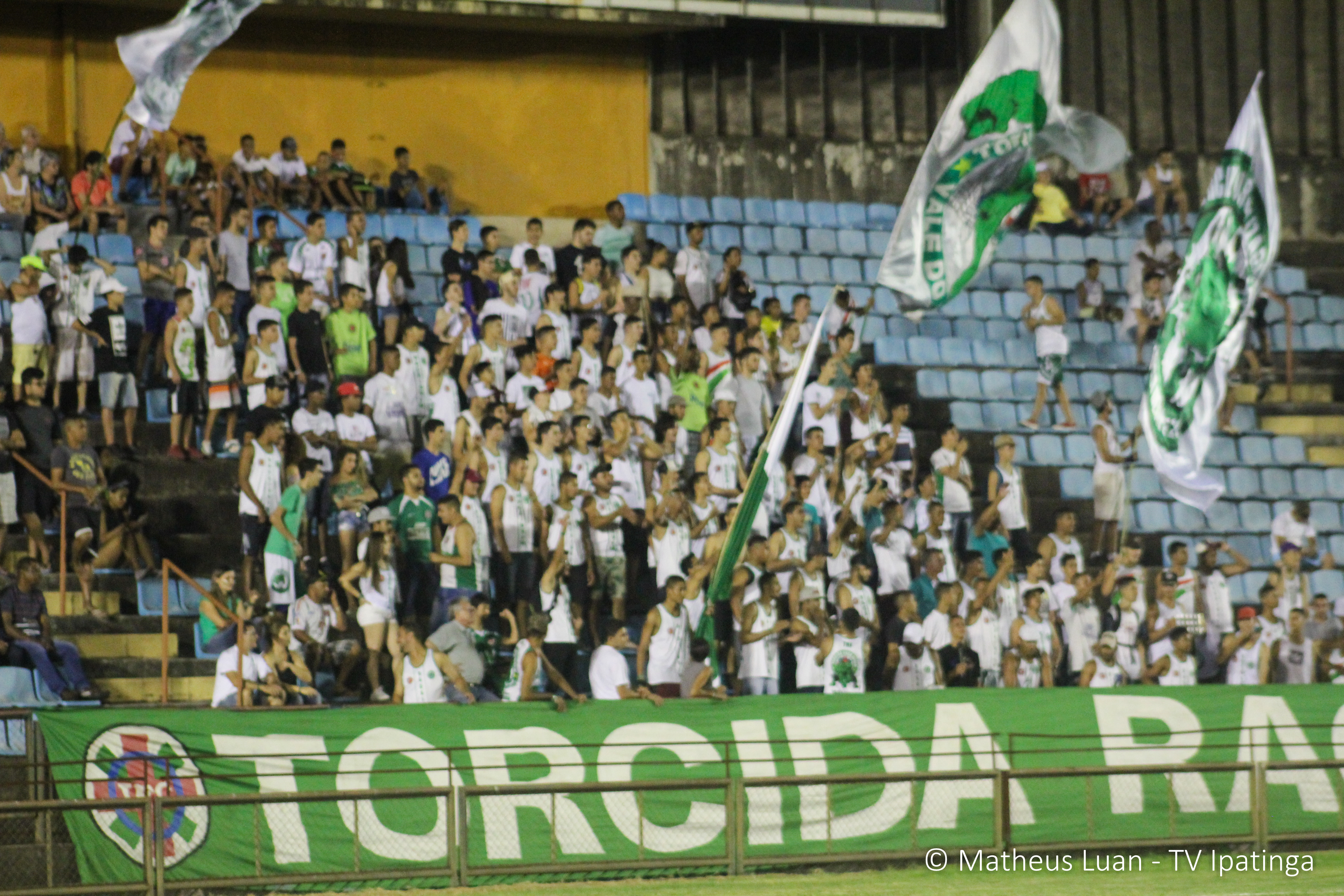
Torcida do Ipatinga, durante duelo da equipe.

- Torcida Independente Ipatinguense
- Torcida Organizada Raça Jovem
- Uniformizada Tigrao Chopp